# Arvīds Reķis
Arvīds Reķis (né le 1er janvier 1979 à Jurmala en République socialiste soviétique de Lettonie) est un joueur professionnel de hockey sur glace letton. Il évolue au poste de défenseur.

## Carrière
Arvīds Reķis représente la Lettonie U18 au Championnat d’Europe junior de hockey sur glace de 1995. À la suite de ce tournoi, il est engagé par les Fighting Saints de Dubuque de l’United States Hockey League.
Sa carrière de joueur professionnel débute en 1996, lorsqu’il est engagé avec plusieurs joueurs qui se sont également rendu en Amérique du Nord (dont Raitis Ivanāns) et rejoint le club des Otters d’Érié de la Ligue de hockey de l’Ontario (LHO) pour une durée de 4 saisons. Pour la saison 1998-99, il joue pour le compte des Otters tout en aidant le HK Liepājas Metalurgs qui prend part au championnat de la Ligue d’Europe de l’Est de hockey sur glace (VEHL). Mais dans la seconde moitié de la saison 1999-2000, les Otters l'échangent pour l’Ice d'Indianapolis de la Ligue centrale de hockey. La saison suivante, il signe comme agent libre chez les Blues de Saint-Louis ce qui a pour conséquence son affectation en ECHL pour le compte des Rivermen de Peoria, pour une durée de trois saisons. Lors de la saison 2001-02 il effectue 18 matchs sous les couleurs des IceCats de Worcester dans la Ligue américaine de hockey (LAH). Après la saison 2002-03, Reķis se rend en Allemagne et rejoint l’Augsburger Panther pour une durée de cinq saisons. Lors de la saison 2005-06 il participe à cinq matchs du HK Riga 2000, dans l’Ekstraliga biélorusse. Après deux saisons passé au EHC Wolfsbourg, en 2010, au printemps de sa sixième saison de la DEL, Reķis signe avec le Dinamo Riga évoluant en KHL.

## Statistiques

### En club
| Saison    | Équipe               | Ligue      |    | Saison régulière | Saison régulière | Saison régulière | Saison régulière | Saison régulière |   | Séries éliminatoires | Séries éliminatoires | Séries éliminatoires | Séries éliminatoires | Séries éliminatoires |
| Saison    | Équipe               | Ligue      | PJ | B                | A                | Pts              | Pun              | PJ               | B | A                    | Pts                  | Pun                  |                      |                      |
| 1996-1997 | Otters d'Érié        | LHO        | 65 | 5                | 19               | 24               | 101              | 5                | 1 | 2                    | 3                    | 2                    |                      |                      |
| 1997-1998 | Otters d’Érié        | LHO        | 60 | 9                | 36               | 45               | 77               | 7                | 1 | 2                    | 3                    | 2                    |                      |                      |
| 1998-1999 | Otters d’Érié        | LHO        | 60 | 5                | 29               | 34               | 66               | 5                | 1 | 1                    | 2                    | 0                    |                      |                      |
| 1999-2000 | Otters d’Érié        | LHO        | 57 | 6                | 29               | 35               | 93               | -                | - | -                    | -                    | -                    |                      |                      |
| 1999-2000 | Ice d'Indianapolis   | LCH        | -  | -                | -                | -                | -                | 4                | 0 | 0                    | 0                    | 0                    |                      |                      |
| 2000-2001 | Rivermen de Peoria   | ECHL       | 64 | 12               | 21               | 33               | 99               | 12               | 4 | 3                    | 7                    | 20                   |                      |                      |
| 2001-2002 | Rivermen de Peoria   | ECHL       | 43 | 10               | 17               | 27               | 32               | -                | - | -                    | -                    | -                    |                      |                      |
| 2001-2002 | IceCats de Worcester | LAH        | 18 | 0                | 3                | 3                | 8                | -                | - | -                    | -                    | -                    |                      |                      |
| 2002-2003 | Rivermen de Peoria   | ECHL       | 57 | 4                | 19               | 23               | 56               | 4                | 0 | 2                    | 2                    | 2                    |                      |                      |
| 2003-2004 | Augsburger Panther   | DEL        | 46 | 5                | 15               | 20               | 81               | 4                | - | -                    | -                    | -                    |                      |                      |
| 2004-2005 | Augsburger Panther   | DEL        | 45 | 5                | 10               | 15               | 44               | 4                | 0 | 1                    | 1                    | 6                    |                      |                      |
| 2005-2006 | Augsburger Panther   | DEL        | 51 | 5                | 10               | 15               | 52               | -                | - | -                    | -                    | -                    |                      |                      |
| 2005-2006 | HK Riga 2000         | Ekstraliga | 5  | 0                | 0                | 0                | 8                | -                | - | -                    | -                    | -                    |                      |                      |
| 2006-2007 | Augsburger Panther   | DEL        | 36 | 3                | 7                | 10               | 62               | -                | - | -                    | -                    | -                    |                      |                      |
| 2007-2008 | Augsburger Panther   | DEL        | 54 | 5                | 10               | 15               | 88               | -                | - | -                    | -                    | -                    |                      |                      |
| 2008-2009 | EHC Wolfsbourg       | DEL        | 50 | 11               | 12               | 23               | 106              | 6                | 3 | 2                    | 5                    | 6                    |                      |                      |
| 2009-2010 | EHC Wolfsbourg       | DEL        | 53 | 0                | 11               | 11               | 62               | 7                | 0 | 1                    | 1                    | 6                    |                      |                      |
| 2010-2011 | Dinamo Riga          | KHL        | 51 | 2                | 4                | 6                | 57               | -                | - | -                    | -                    | -                    |                      |                      |
| 2011-2012 | Dinamo Riga          | KHL        | 39 | 0                | 3                | 3                | 28               | -                | - | -                    | -                    | -                    |                      |                      |
| 2012-2013 | Dinamo Riga          | KHL        | 39 | 1                | 4                | 5                | 22               | -                | - | -                    | -                    | -                    |                      |                      |
| 2013-2014 | Dinamo Riga          | KHL        | 43 | 0                | 2                | 2                | 63               | -                | - | -                    | -                    | -                    |                      |                      |
| 2014-2015 | Augsburger Panther   | DEL        | 41 | 1                | 5                | 6                | 50               | -                | - | -                    | -                    | -                    |                      |                      |
| 2015-2016 | Augsburger Panther   | DEL        | 45 | 2                | 7                | 9                | 54               | -                | - | -                    | -                    | -                    |                      |                      |
| 2016-2017 | Augsburger Panther   | DEL        | 53 | 5                | 4                | 9                | 20               | 7                | 0 | 1                    | 1                    | 0                    |                      |                      |
| 2017-2018 | Augsburger Panther   | DEL        | 46 | 1                | 4                | 5                | 30               | -                | - | -                    | -                    | -                    |                      |                      |
| 2018-2019 | Augsburger Panther   | DEL        | 33 | 1                | 8                | 9                | 28               | 9                | 0 | 0                    | 0                    | 6                    |                      |                      |

#### En équipe nationale
| Année | Compétition                   |   | PJ | B | A | Pts | Pun | +/-                  |  | Résultat |
| 1995  | Championnat d'Europe -18 ans  | 5 | 3  | 1 | 4 | 8   |     | groupe C1            |  |          |
| 1996  | Championnat d'Europe -18 ans  | 3 | 0  | 0 | 0 | 6   | -3  | groupe C             |  |          |
| 1999  | Championnat du monde junior   | 6 | 2  | 2 | 4 | 8   |     | groupe B             |  |          |
| 2003  | Championnat du monde          | 6 | 0  | 0 | 0 | 4   | -4  | Neuvième place       |  |          |
| 2004  | Championnat du monde          | 7 | 1  | 1 | 2 | 12  | -2  | Septième place       |  |          |
| 2005  | Qualification Jeux olympiques | 3 | 0  | 0 | 0 | 0   | +2  | Sixième du groupe B  |  |          |
| 2006  | Jeux olympiques               | 5 | 0  | 0 | 0 | 6   | -1  | Douzième place       |  |          |
| 2006  | Championnat du monde          | 6 | 1  | 0 | 1 | 4   | 0   | Dixième place        |  |          |
| 2007  | Championnat du monde          | 4 | 0  | 0 | 0 | 2   | 0   | Treizième place      |  |          |
| 2008  | Championnat du monde          | 6 | 0  | 0 | 0 | 10  | -1  | Onzième place        |  |          |
| 2009  | Qualification Jeux olympiques |   |    |   |   |     |     | Remporte le groupe F |  |          |
| 2010  | Jeux olympiques               | 4 | 0  | 0 | 0 | 10  | -1  | Onzième place        |  |          |
| 2010  | Championnat du monde          | 6 | 1  | 0 | 1 | 2   | -1  | Onzième place        |  |          |
| 2011  | Championnat du monde          | 6 | 0  | 2 | 2 | 10  | +1  | Treizième place      |  |          |
| 2013  | Qualification Jeux olympiques | 3 | 0  | 1 | 1 | 2   | +2  | Remporte le groupe E |  |          |
| 2014  | Jeux olympiques               | 5 | 0  | 0 | 0 | 4   | 0   | Huitième place       |  |          |
| 2016  | Qualification Jeux olympiques | 3 | 0  | 0 | 0 | 4   | 0   | Deuxième du groupe E |  |          |